# Meloe
Meloe Linnaeus, 1758 è un genere di insetti della famiglia dei Meloidi (superfamiglia Tenebrionoidea).

## Caratteristiche fisiche
Comunemente sono noti come «coleotteri oleosi» perché, quando attaccati, rilasciano gocce oleose di emolinfa dalle loro articolazioni. La secrezione contiene cantaridina, una sostanza chimica velenosa che provoca vesciche cutanee ed edemi dolenti. Anticamente era utilizzata come afrodisiaco.
I membri di questo genere sono privi di ali funzionali e non sono in grado di volare. Presentano brevi elitre e un voluminoso addome in gran parte scoperto.

## Ciclo biologico
Come altri membri della famiglia, sono ipermetamorfici e passano attraverso un complesso ciclo di diversi stadi larvali, il primo dei quali è il caratteristico triungulino mobile, che cerca e si attacca a un ospite con l'obiettivo di essere trasportato e guadagnare l'accesso al suo nido (fase foretica). In questo genere, l'ospite è un'ape, e ogni specie di Meloe può attaccare solo una singola specie o un singolo genere di api; anche se possono essere considerati parassitoidi, sembra che, in generale, la larva di Meloe consumi le larve e le uova dell'ape insieme alle proprie provviste, e spesso può sopravvivere delle sole provviste, perciò non si qualifica tecnicamente come tale.

## Tassonomia
Comprende le seguenti specie
- Meloe aegyptius Brandt & Erichson
- Meloe americanus Leach, 1815
- Meloe angusticollis Say, 1824
- Meloe apenninicus Bologna, 1988
- Meloe autumnalis heydeni Erichson, 1889
- Meloe baudii Leoni, 1907
- Meloe bitoricollis Pinto and Selander, 1970
- Meloe brevicollis Panzer, 1793
- Meloe californicus Van Dyke, 1928
- Meloe campanicollis Pinto and Selander, 1970
- Meloe carbonaceus LeConte, 1866
- Meloe dianella Pinto and Selander, 1970
- Meloe dugesi Champion, 1891
- Meloe exiguus Pinto and Selander, 1970
- Meloe franciscanus Van Dyke, 1928
- Meloe impressus Kirby, 1837
- Meloe luctuosus Brandt & Erichson, 1832
- Meloe mediterraneus muller, 1925
- Meloe murinus Brandt & Erichson, 1832
- Meloe nebulosus Champion, 1891
- Meloe niger Kirby, 1837
- Meloe occultus Pinto and Selander, 1970
- Meloe proscarabaeus Linnaeus, 1758
- Meloe strigulosus Mannerheim, 1852
- Meloe tropicus Motschulsky, 1856
- Meloe tuccius corrosus Brandt & Erichson, 1832
- Meloe quadricollis Van Dyke, 1928
- Meloe vandykei Pinto and Selander, 1970
- Meloe variegatus Donovan, 1793
- Meloe violaceus Marsham, 1802